# 19440 Суматіджайн
19440 Суматіджайн (19440 Sumatijain) — астероїд головного поясу, відкритий 31 березня 1998 року.
Тіссеранів параметр щодо Юпітера — 3,608.